# Sierpc
Pour les articles homonymes, voir Sierpc (homonymie).
Sierpc (prononciation : [ɕerpt͡s]) est une ville du powiat de Sierpc dans la voïvodie de Mazovie, dans le centre de la Pologne.
Elle est une ville-powiat, ville-gmina et le siège administratif (chef-lieu) du powiat de Sierpc et de la gmina de Sierpc (bien que ne faisant pas partie de la gmina).
La ville est située à environ 125 kilomètres au nord-ouest de Varsovie (capitale de la Pologne).
La ville couvre une superficie de 18,6 km2 pour une population s'élevant à 18 378 habitants en 2013.

## Histoire
Etablie comme village au Xe siècle, Sierpc obtient le statut de ville en 1322.
De 1975 à 1998, la ville de Sierpc faisait partie administrativement de la voïvodie de Płock. Depuis 1998, elle est dans la voïvodie de Mazovie.
- Histoire de la communauté juive et de sa Grande synagogue avant la Seconde Guerre mondiale

## Structure du terrain
D'après les données de 2002, la superficie de la ville de Sierpc est de 18,6 km2, répartis comme telle :
- terres agricoles : 68 %
- forêts : 3 %

La ville représente 2,18 % de la superficie du powiat.

## Démographie
Données du 31 décembre 2013 :
| Description        | Total  | Total  | Femmes | Femmes | Hommes | Hommes |
| ------------------ | ------ | ------ | ------ | ------ | ------ | ------ |
| Unité              | Nombre | %      | Nombre | %      | Nombre | %      |
| Population         | 18378  | 100    | 9 725  | 52,95  | 8 653  | 47,05  |
| Densité (hab./km²) | 988,06 | 988,06 | 522,85 | 522,85 | 465,21 | 465,21 |

## Relations internationales

### Jumelages
La ville a signé des jumelages ou des accords de coopération avec:
- Zlaté Moravce (Slovaquie)
- Kavadartsi (Macédoine)
- Hulín (Tchéquie)

## Honneur
L'astéroïde (199950) Sierpc porte son nom.